# 赵秉温
赵秉温（1222年—1293年），字行直，元朝蔚州飞狐（今河北省蔚县南）人，趙瑨之子。
趙秉温事奉即位前的忽必烈，忽必烈命他受学于刘秉忠。1253年、1254年跟随忽必烈由吐蕃攻打云南大理国。蒙哥死後，忽必烈即位，中統初年，行右三部事，佐刘秉忠规划建元大都。至元七年（1270年）创立朝仪、閱試，因为称职，被授为尚書礼部侍郎、知侍儀司事。至元十年（1273年）授秘事少監，購求天下秘書。至元十九年（1282年）担任知太史院侍仪司事、昭文馆大学士。完成授時曆，賜鈔二百錠，進階中奉大夫。至元二十九年（1292年）編纂完成国朝集礼，忽必烈特命其子趙慧襲任侍儀使。之后去世，皇慶元年（1312年），追贈金紫光禄大夫、司徒、雲国公，諡文昭。趙慧官至昭文館大学士。